# Jan Adolf Brandeis
Jan (Johann) Adolf Brandeis (Brandejs) (9. června 1818 Nová Ves u Božejova – 13. listopadu 1872 Praha) byl český portrétní malíř a fotograf.

## Život
Narodil se v Nové Vsi u Božejova, v rodině polesného Jana Brandeise.
Vyučil se malířem porcelánu a poté studoval na pražské Akademii u Františka Tkadlíka (1837). Ve studiu pokračoval u Josepha Bernhardta v Mnichově a nakonec v ateliéru Thomase Coutura v Paříži (1852). Po návratu do Prahy se živil jako malíř portrétů a miniatur.
Po prvních experimentech s daguerrotypií si roku 1861 otevřel fotografický ateliér v zahradě patřící Rudolfu, knížeti Thurn-Taxisovi v pražské ulici V Jámě a specializoval se na fotografické portréty kolorované pastelem. V roce 1864 s fotografováním skončil a zařízení ateliéru bylo prodáno v dražbě.
Zemřel roku 1872 v Praze. Pohřben byl na Olšanských hřbitovech.

## Dílo
Brandeis byl vyhledávaným malířem akvarelových portrétních miniatur. Nejkvalitnější jsou Brandeisovy rané portréty, které nesou známky jeho školení v Mnichově. K jeho zákazníkům patřili Thun-Hohensteinové, Aehrentalové, Chotkové, Clam-Gallasové a Schwarzenbergové.
Jako fotograf nepoužíval umělá malovaná pozadí a jeho fotografické portréty zaujaly nápaditou a čistou kompozicí. V časopise Lumír (1861) byl označen jako "nejpřednější podobiznář". Později také kreslil portréty podle fotografií (Karel Boleslav Storch).

### Zastoupení ve sbírkách
- Národní galerie v Praze
- Národní muzeum, Praha
- Moravská galerie v Brně
- Uměleckoprůmyslové museum, Praha
- Galerie hlavního města Prahy
- Galerie výtvarného umění v Ostravě
- Památník národního písemnictví
- Zámek Chlumec nad Cidlinou
- Zámek Mnichovo Hradiště
- Zámek Rájec na Svitavou
- Zámek Sychrov
- Zámek Velké Losiny
- Zámek Veltrusy

### Známá díla (malba)
- Portrét Karla Egona Eberta
- 1858 Portrét dámy ve večerních šatech, Národní galerie v Praze
- 1861-64 František Václav Pštross, GHMP [6]
- 1864 Strahovský opat Jeroným Josef Zeidler [7]
- 1867 JUDr. Václav Bělský, GHMP [8]
- 1867 JUDr. Václav Vaňka, GHMP [9]
- 1868 Obraz svatého Vojtěcha pro stejnojmennou kapličku ve Čtyřech Dvorech financovaný Vojtěchem Lannou mladším. Nyní uložen ve čtyřdvorském kostele.
- 1871 Portrét Franze, knížete Thun-Hohensteina, Národní galerie v Praze

### Portrétní fotografie
- 1861 František Palacký
- 1862 F. V. Pštross, pražský primátor
- 1861-64 Mladík v sokolském úboru
- 1861-64 František Ladislav Rieger [10]

## Galerie

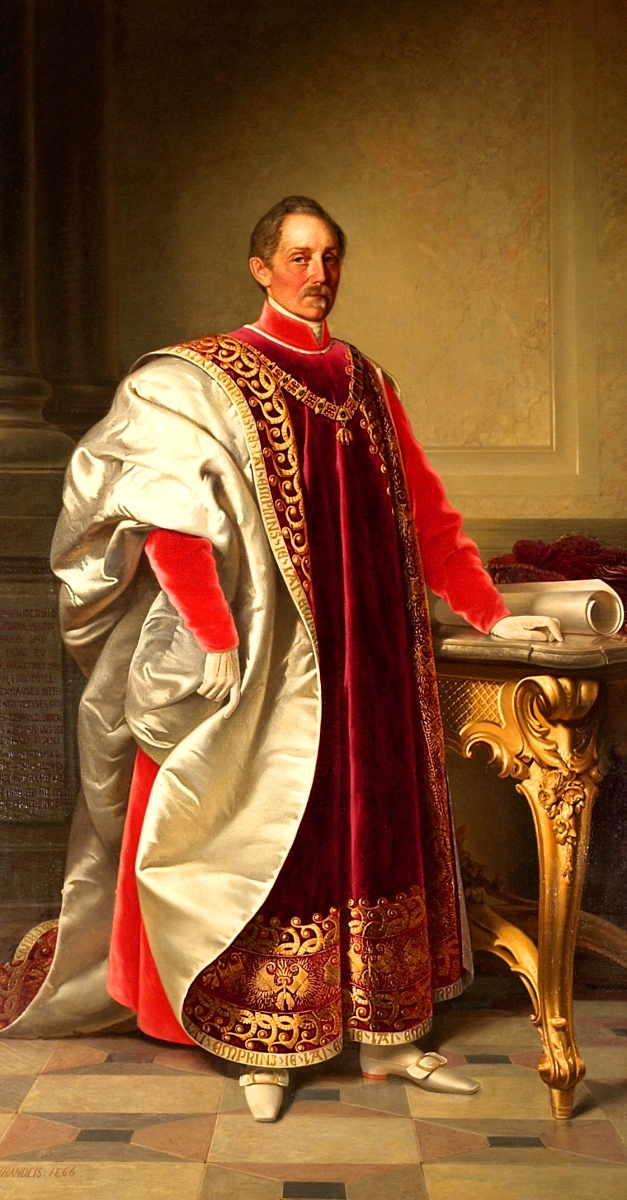
Jan Adolf Brandejs – Camille de Rohan-Rochefort-Guéméné (1866)
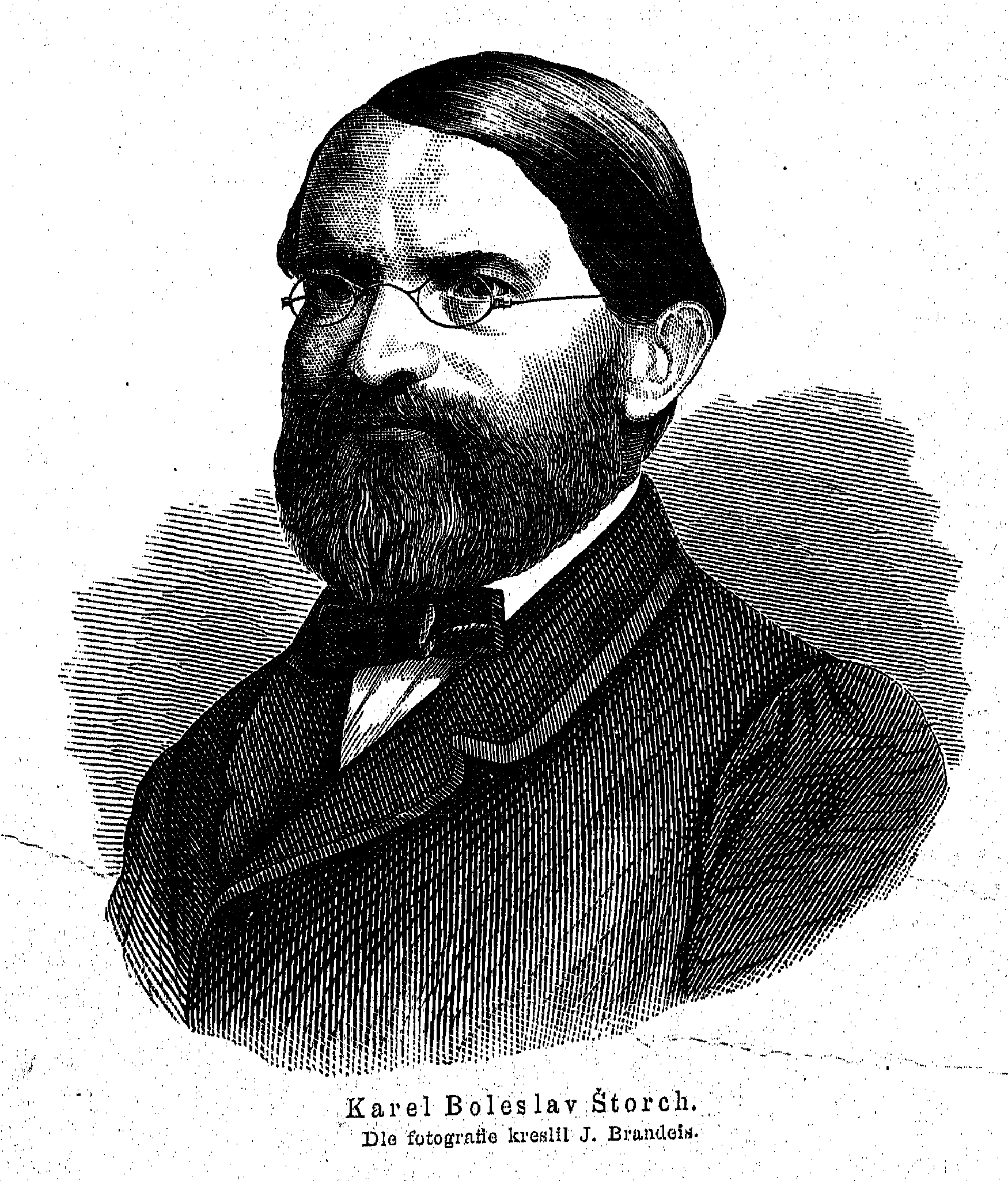
Jan Adolf Brandejs – Karel Boleslav Štorch 1868 (kresba)
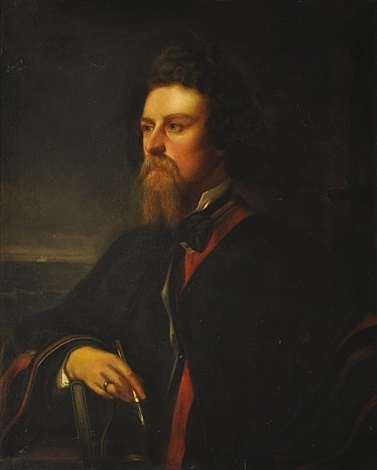
Jan Adolf Brandejs – Johann Adolf Brandeis, autoportrét (1854)
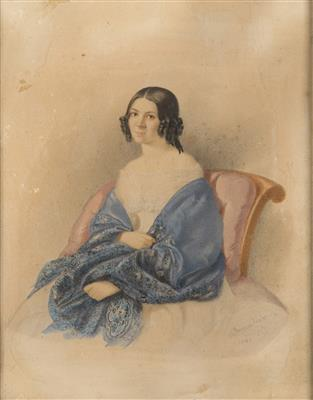
Jan Adolf Brandejs – podobizna dámy v modrých šatech (1841)
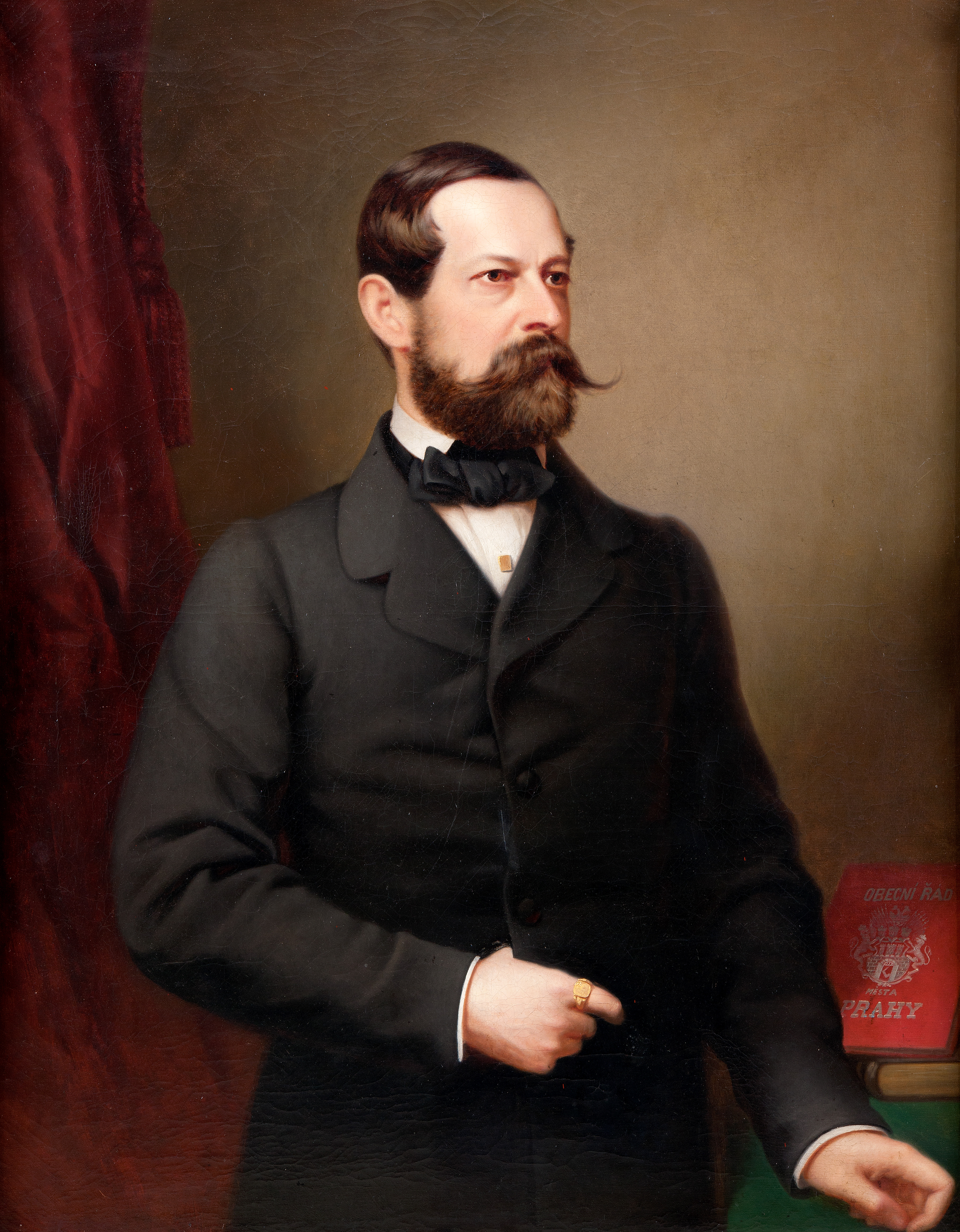
Jan Adolf Brandejs – portrét F. V. Pštrosse (kol.1861-1863)
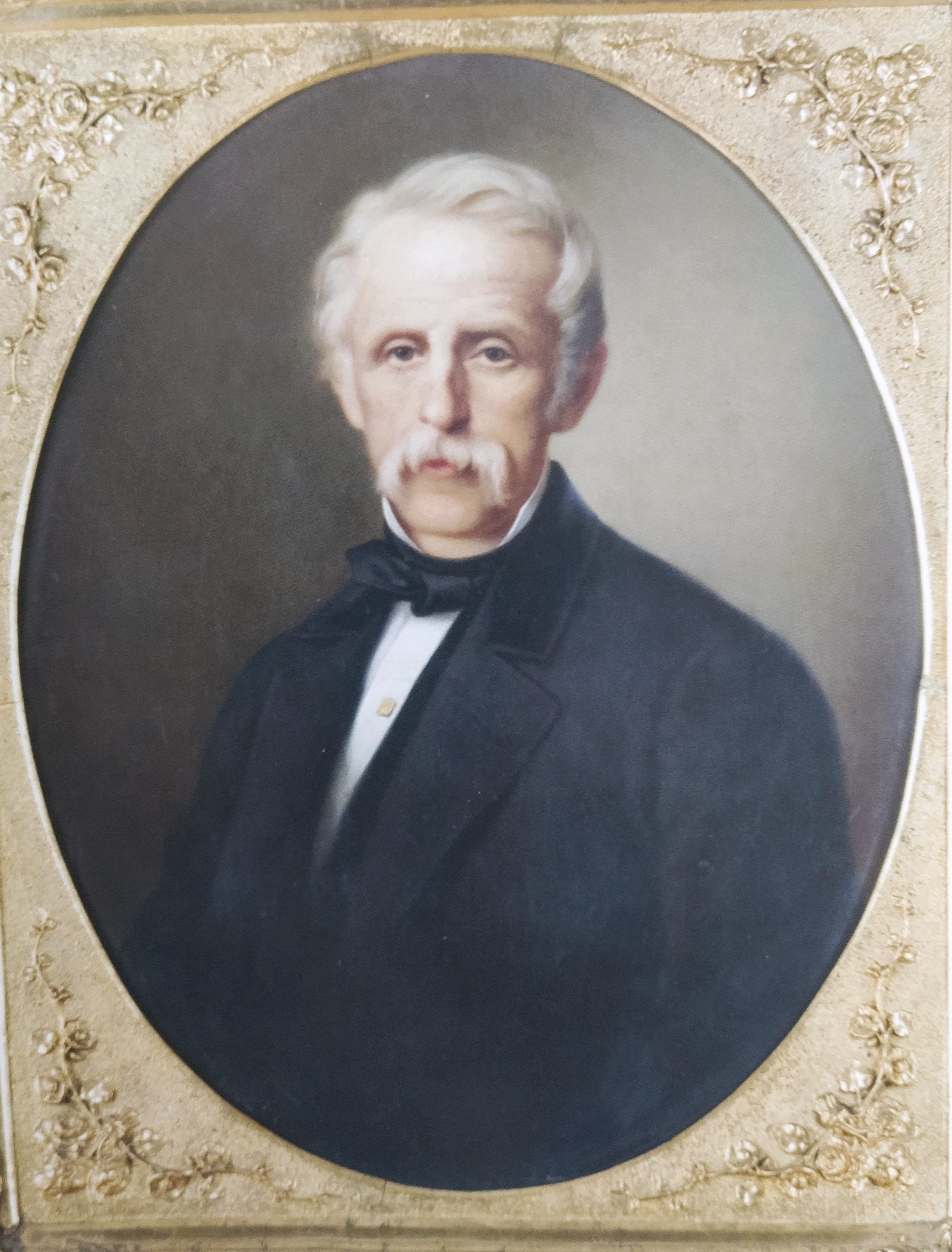
Jan Adolf Brandejs – portrét Leopolda Měchury (1864)
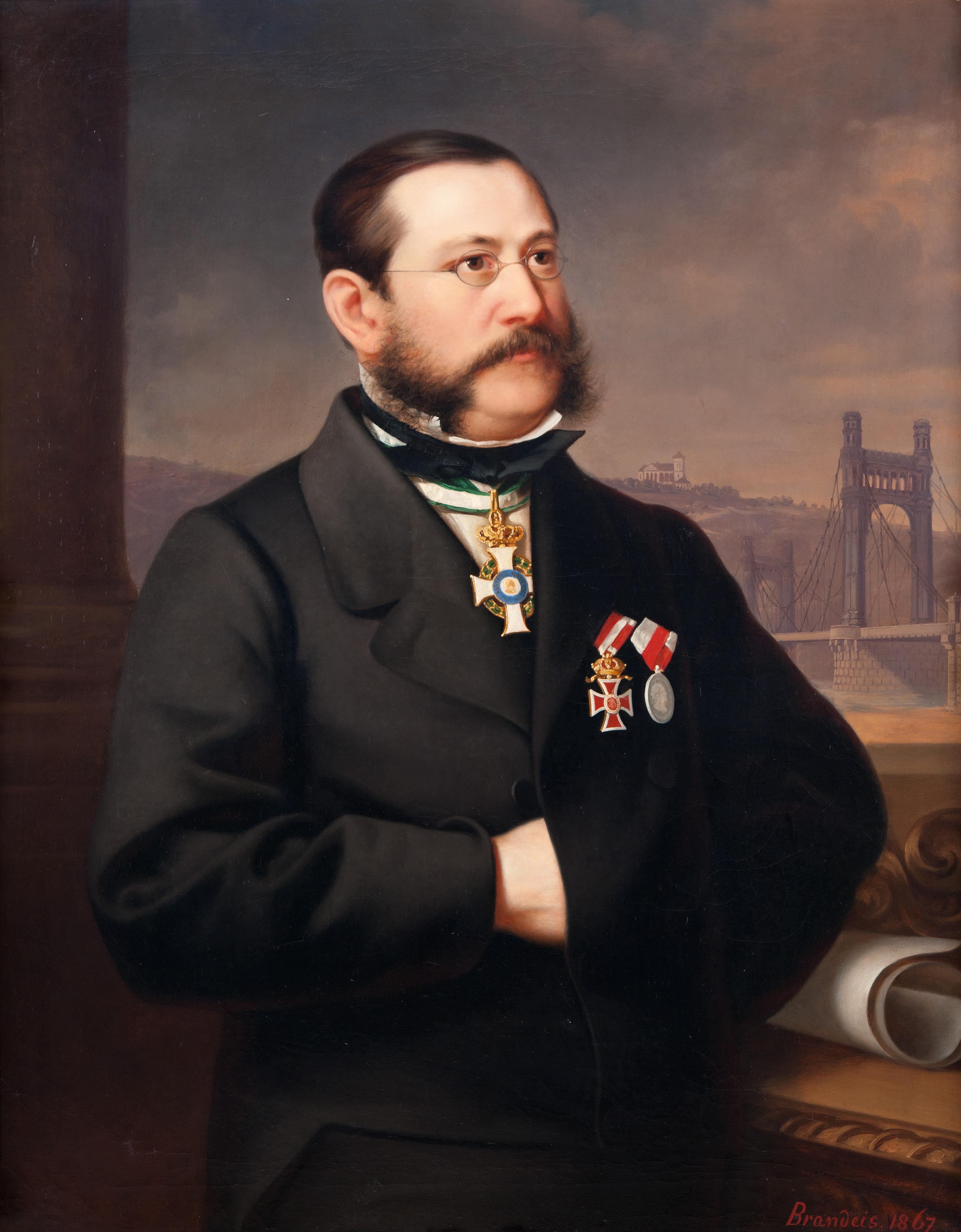
Jan Adolf Brandejs – portrét JUDr. Václava Bělského (1867)
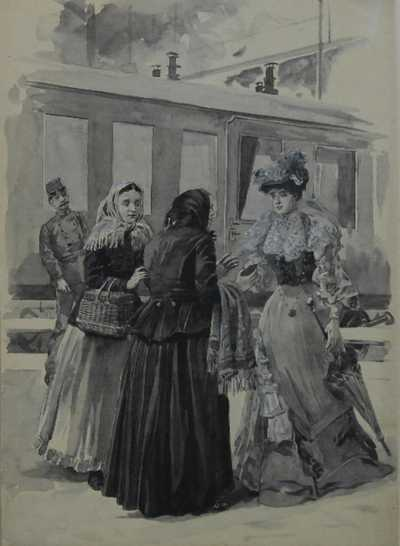
Jan Adolf Brandejs – na nástupišti